# Джин Кранц
Юджин Френсіс «Джин» Кранц (англ. Eugene Francis «Gene» Kranz, нар. 17 серпня 1933 року у Толедо, Огайо) — колишній провідний керівник польотів космічних місій НАСА. У 1970 року його команді центру управління польотами вдалося провести унікальну операцію з порятунку екіпажу корабля «Аполлон-13», на якому сталася серйозна аварія під час польоту до Місяця. Цей випадок зробив Кранца відомим в історії американської пілотованої космонавтики. Він став героєм документальних фільмів, статей в журналах і книгах.
Джин Кранц удостоєний Президентської медалі Свободи. Кранц посів друге місце в списку космічних героїв (як реальних, так і вигаданих), складеному в 2010 році американською організацією  Space Foundation  за результатами неофіційного опитування.

## Ранні роки
Кранц народився в Толідо (штат Огайо). Там же вступив до католицької школи. Його батько, Лео Петер Кранц, був сином німецького іммігранта, і служив медиком під час Першої світової війни. У 1940 році, коли Юджину було сім років, він помер. У Кранца є дві старші сестри — Луїза і Гелен.
Його захоплення фантазіями про космічні польоти простежується у доповіді на тему про «конструкції і можливості міжпланетних ракет», написаному ним під час навчання в школі. У 1954 році Кранц закінчив військовий коледж при Університеті в Сент-Луїсі, отримавши там звання другого лейтенанта командування резерву ВПС США. Роком пізніше пройшов навчання пілотуванню в школі льотчиків на військово-повітряній базі Лекленд у штаті Техас. Незабаром Юджин одружився з Мартою Каденою, дочкою мексиканських іммігрантів, які втекли з Мексики під час Мексиканської революції. Потім був відправлений до Кореї для польотів на F-86 біля демілітаризованої зони.
Після відрядження до Кореї Кранц кинув службу у ВПС і влаштувався на роботу в компанію McDonnell Aircraft, що базувалася в Сент-Луїсі, де займався дослідженнями і випробуваннями нового класу керованих ракет «земля-повітря» і «повітря-земля».

## Кар'єра вНАСА

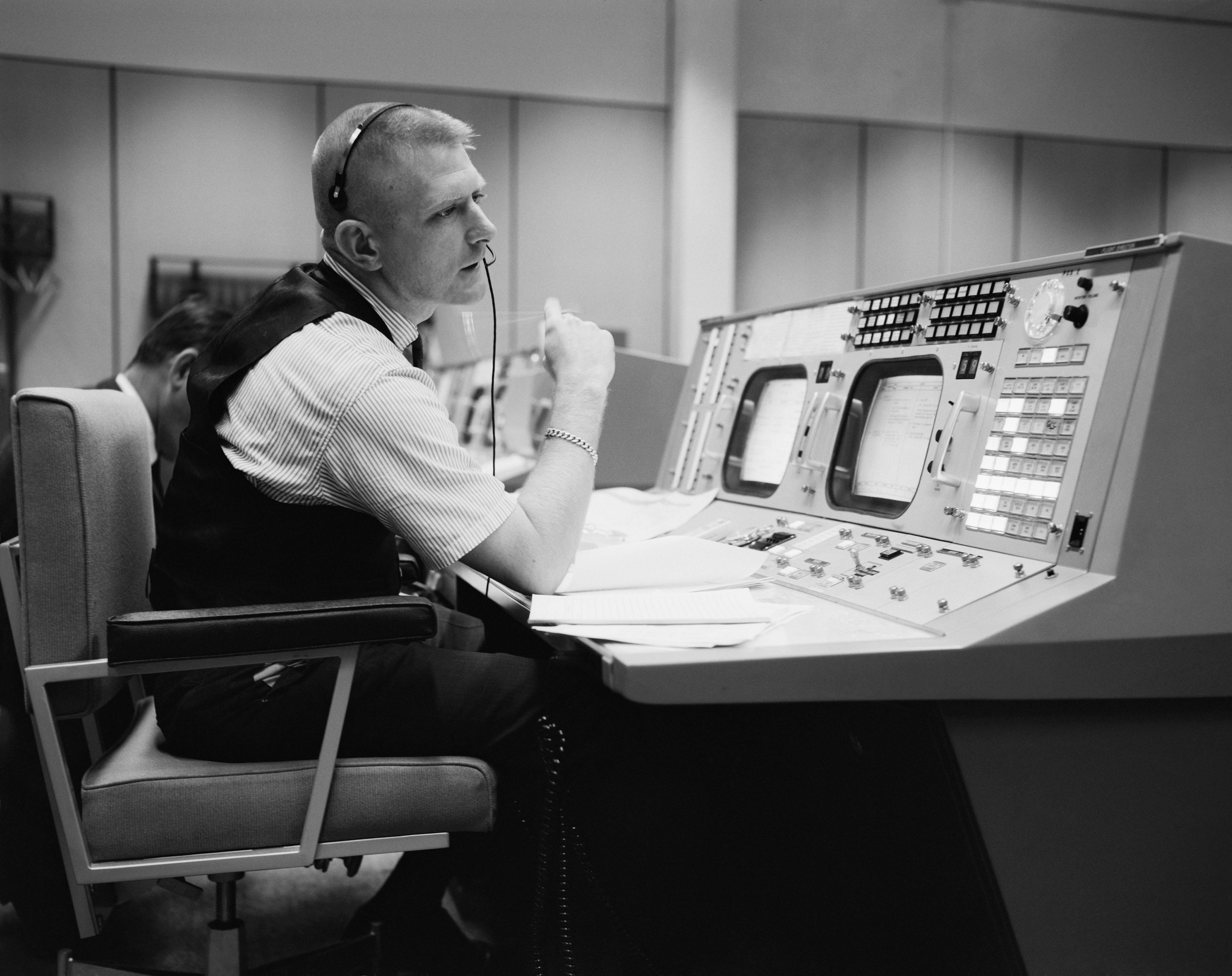
Джин Кранц біля свого пульта управління в Christopher C. Kraft Jr. Mission Control Center. 30 травня 1965 року

Після завершення дослідних випробувань в Сент-Луїсі Кранц пішов з авіабудівної компанії McDonnell Douglas Corporation і приєднався до Цільової космічної групи, створеної 5 листопада 1958 року з центрів Ленглі та Льюїса і яка складалася з 35 осіб. Ця група займалася підготовкою до майбутніх пілотованих польотів у космос. У 1960 році Кранц був призначений керівником з систем управління польотних операцій місії «Меркурій-1», у рамках першої пілотованої космічної програми США «Меркурій». Надалі Кранц виконував цю роль для всіх безпілотних і пілотованих польотів програми «Меркурій», в тому числі місії «Меркурій-3» та «Меркурій-6», які доставили перших американців в суборбітальний космічний політ і на орбіту Землі відповідно.
Після місії «Меркурія-6» Кранц був підвищений до заступника керівника польотів. Пробув на цій посаді протягом решти трьох польотів за програмою Меркурій, а також перших трьох польотів за програмою Джеміні. Політ Джеміні-4 проходив вже під керівництвом Джина Кранца. У цьому польоті було здійснено перший вихід астронавта США Едварда Вайта у відкритий космос. Після програми Джеміні Кранц був керівником польотів на непарних місіях «Аполлонів», у тому числі першого пілотованого космічного корабля серії «Аполлон» «Аполлон-7» та «Аполлон-9». Джин Кранц здійснював обов'язки керівника польоту місії Аполлон-11, в той момент, коли місячний модуль «Ігл» (Орел) здійснив посадку на поверхню Місяця 20 липня 1969 року.

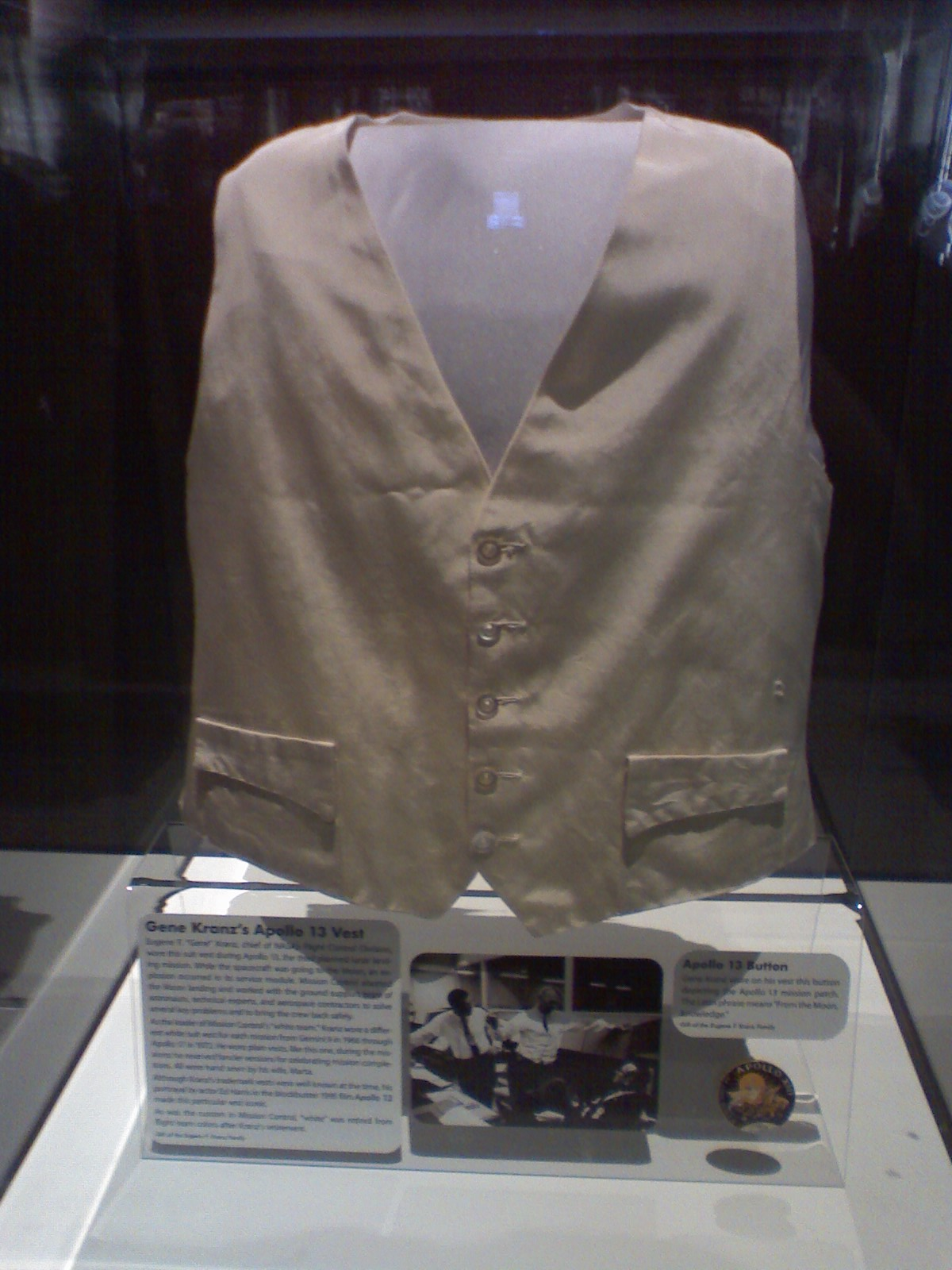
«Щасливий» жилет Джина Кранца, в який він був одягнений під час місії «Аполлон-13», зараз міститься в Національному музеї авіації та космонавтики

### «Аполлон-13»
Джин Кранц здобув широку популярність у суспільстві як провідний керівник польотом у час місії «Аполлон-13». Команда Кранца була на чергуванні, коли на третю добу польоту на кораблі стався вибух кисневого балона і вихід з ладу двох з трьох наявних батарей паливних елементів, які забезпечували електропостачання відсіку екіпажу командного модуля. Грамотні дії команди Кранца, спрямовані на обмеження споживання космічного корабля (кисню, електроенергії та води), і чотири корекції траєкторії польоту космічного апарата дозволили благополучно повернути астронавтів на Землю. Кранц і його команда, а також астронавти за проявлену мужність і виключно високопрофесійну роботу були нагороджені вищою цивільною нагородою США — «Медаллю свободи».

### Кінець кар'єри
Кранц залишався керівником польотів аж до місії «Аполлон-17», а потім у 1974 році був призначений заступником директора з управління космічних місій НАСА, ставши в 1983 році директором. Джин Кранц звільнився з НАСА в 1994 році після успішного завершення місії STS-61 до телескопу Габбл у 1993 році. 

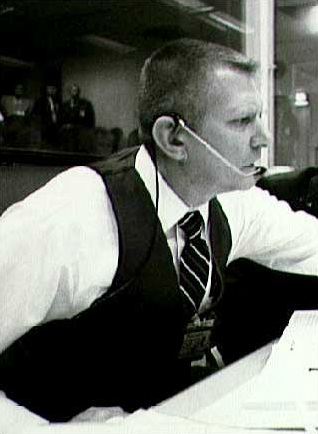
Для Джина Кранца нехарактерне носіння темних жилетів (ймовірно фото зроблено під час тренування)

## Сім'я
Кранц і його дружина Марта мають шість дітей: Кармен (р. 1958), Люсі (р. 1959), Джоан Френсіс (р. 1961), Марк (р. 1963), Бригіта (р. 1964), і Жан-Марі (р. 1966). Проживають у Техасі.

## Джин Кранц у фільмах
Ед Гарріс, який зіграв Кранца в 1995 році у фільмі «Аполлон-13», був номінований на «Оскар» за найкращу чоловічу роль другого плану. У цьому фільмі найбільш яскраво зображена роль Джина Кранца в одному з найдраматичніших моментів освоєння космосу. Фільм був знятий режисером Роном Говардом на основі книги «Втрачений Місяць» (Lost Moon) Джима Ловела та Джеффрі Клугера.
Ден Батлер, харизматичний актор більше відомий за роль «Бульдога» Бріско в сит-комі Фрейзьєр, зіграв Кранца в мінісеріалі «Із Землі на Місяць».
Метт Фрюер зіграв Кранца в 1996 році в серіалі «Аполлон-11».
Джин Кранц був також героєм кількох документальних фільмів каналів History Channel і Discovery Channel.
Майк Сіаніллі (Mike Ciannilli) зіграв директора польотів (Кранца) в 2011 році у фільмі «Трансформери 3: Темний бік Місяця».

## Нагороди
- Американський інститут аеронавтики і астронавтики: Премія Лоуренса Сперрі, 1967 рік.
- Медаль «За виняткові заслуги» — 1969 рік і 1970 рік.
- Премія Флемінга — «Один з десяти видатних молодих людей на державній службі» в 1970 році
- Медаль за видатну службу (НАСА) — 1970, 1982, і 1988 року
- Медаль «За видатне лідерство» — 1973, 1993
- Президентська медаль Свободи
- Лауреат Премії «За безпечне повернення екіпажу Аполлона-13», 1995 рік